# Camptocarpus
Camptocarpus es un género perteneciente a la familia de las apocináceas con 14 especies de plantas fanerógamas. Es originario de Madagascar  y las Islas Mascareñas donde se encuentra en los bosques y los sotobosques, algunas especies en matorrales xerófilos y dunas en alturas de 0-1,800 metros.

## Descripción
Son enredaderas glabras. Las hojas son herbáceas, a veces con tacto de cera, de 1.5-7 cm de largo, 0.3-5 cm de ancho, lineales, estrechamente ovadas a casi orbiculares o estrechamente obovadas, basalmente truncadas, cuneadas o atenuadas, ápice obtuso, agudo o acuminado, a veces, apiculado, glabras.
Las inflorescencias axilares o terminales, dos por cada nodo con 1 o muchas flores, simples,  (sub-) sésiles; con las brácteas florales visibles. Tiene un número de cromosomas de: 2n= 22 (C. crassifolius Decne.) 

## Especies
- Camptocarpus acuminatus
- Camptocarpus bojeri
- Camptocarpus bojerianus
- Camptocarpus cornutus
- Camptocarpus crassifolius
- Camptocarpus decaryi
- Camptocarpus lanceolatus
- Camptocarpus linearis
- Camptocarpus longifolius
- Camptocarpus madagascariensis
- Camptocarpus mauritianus (Lam.) Decne. - escamonea de Borbón, ipecacuana de Borbón.[3]
- Camptocarpus orientalis
- Camptocarpus semihastatus
- Camptocarpus sphenophyllus